# Kölner Börse
Die Kölner Börse (seit 2007 offiziell Rheinische Warenbörse) ist die älteste deutsche Warenbörse. Bereits 1553 gegründet, fungierte sie über Epochen hinweg auch als Wechsel-, Effekten- und Devisenbörse. Nach zahlreichen Standortwechseln residiert sie mittlerweile an der Kölner Bankenmeile Unter Sachsenhausen. Seit 1952 werden nur noch landwirtschaftliche Erzeugnisse an ihr gehandelt.

## Geschichte

### Spätmittelalter

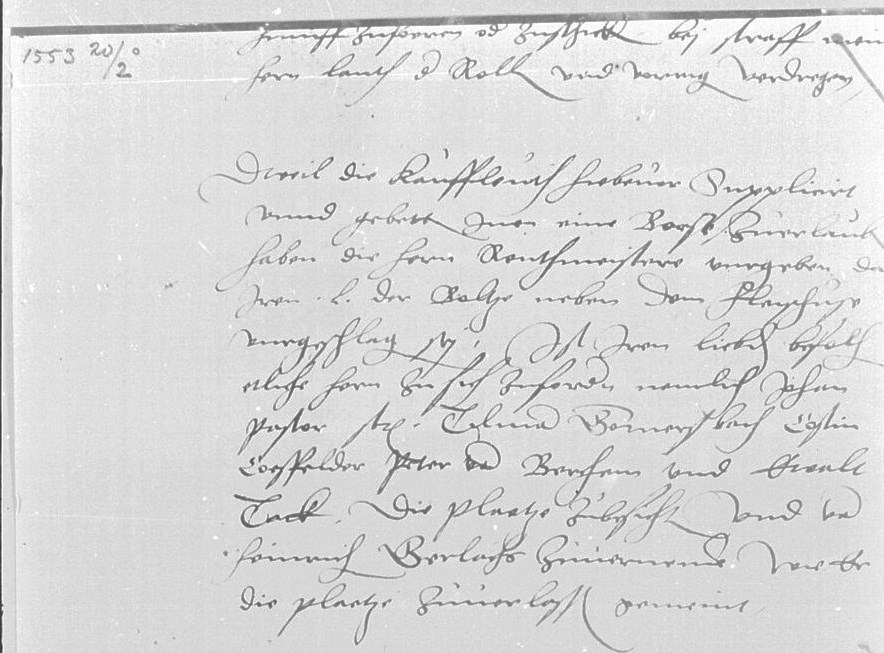
Ratsedikt vom 20. Februar 1553 – Einrichtung einer Börse in der Bolzengasse in Köln

Köln war im Spätmittelalter eine der bedeutendsten Finanz- und Handelsstädte Europas. Es bestand deshalb die Notwendigkeit, den Handel mit Gütern, Geld und Wechseln zu institutionalisieren. Der Kölner Stadtrat entschloss sich daher den Städten Augsburg und Nürnberg, die bereits seit 1540 Wertpapierbörsen besaßen, zu folgen und einen eigenen Handelsplatz einzurichten. Per Ratsbeschluss vom 20. Februar 1553 erlaubte man schließlich den Kaufleuten in Köln auf dem Platz vor dem Rathaus in der Bolzengasse zwischen 11 und 13 Uhr entsprechende Zusammenkünfte abzuhalten. Bei schlechtem Wetter fanden diese im Haus des Kaufmanns Hieron Meinau statt. Später wechselte man ins Gasthaus „Zum Bolze“.
Als reine Warenbörse initiiert, dominierte auf den Zusammenkünften zunehmend das Wechselgeschäft, nachdem sich ein Teil des Antwerpener Finanzierungsgeschäfts und Zahlungsverkehrs nach Köln verlagert hatte. Erst 1566 kam es in der Bolzengasse zu einem Neubau, bereits 1580 zog die Börse auf den zentral gelegenen Heumarkt. Hier sollte sie in den folgenden 150 Jahren zum Treffpunkt der Kölner Kaufleute werden. Am 1. März 1596 erhielten die Börsenteilnehmer wegen zahlreicher Schlägereien Immunität. Verhaftungen innerhalb der Börse wurden als „in loco privilegiato“ („ein privilegierter Ort“) verboten. Die Börsenfreiheit wurde durch zwei weitere Edikte ergänzt, die Wetten verboten und für Beginn und Ende der Börsenzeit ein Schellenzeichen vorgeschrieben.

### Blütezeit

Charles Dupuis – Le Marché au Foin à Cologne (Heumarkt mit Börse, links), Kupferstich, nach 1795

Köln verfügte zwar über eine starke Stellung als Finanz- und Handelsstadt, allerdings bediente sich der regionale Handel kaum der Börse. Seit dem 18. Jahrhundert übernahmen die Kölner Banken den Wechselhandel von der Börse. Köln gehörte zu den Börsenplätzen, „mit Wechselhandel, der überwiegend regionale Bedeutung hatte und an denen das Geschäft mit Staatspapieren wenig oder gar nicht vertreten war“. Diese konzentrierte sich mehr auf Waren- und Geldhandel. Der Kölner Stadtrat ließ dazu von 1727 bis 1730 auf dem Heumarkt ein aufwändiges neues Börsengebäude errichten. Anlässlich der Amtseinführung von Bürgermeister Melchior Dittmar von Wittgenstein wurde am 5. Januar 1778 die Börse festlich beleuchtet.

Die Kölner Börse am Heumarkt (1827)

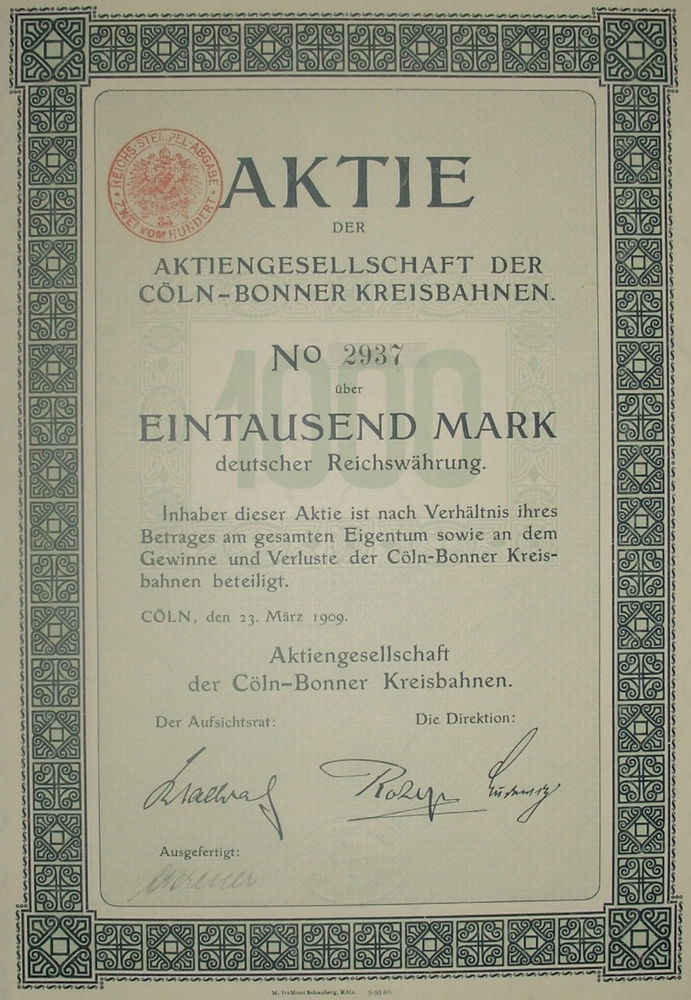
Aktie der Köln-Bonner Eisenbahnen

Vor allem seit Beginn des 19. Jahrhunderts entstand eine Dynamisierung der wirtschaftlichen Entwicklung. Ein Gesetz vom 17. März 1801 bildete während der Franzosenzeit die Grundlage für ein napoleonisches Gründungsdekret vom 4. November 1811 für eine Kölner Börse. Die Bemühungen der französischen Besatzung, in den linksrheinischen Ländern den Börsenverkehr wiederzubeleben, wurden jedoch durch die Industrie- und Handelskammer zu Köln hinausgezögert. Die Handelskammern beteiligten sich erst nach der napoleonischen Besetzung an der Entwicklung neuer Perspektiven für die linksrheinischen Gebiete. Erst nach Eingliederung des Rheinlandes und der Stadt Köln in das Königreich Preußen am 1. Oktober 1820 konnte die Börse auf dem Heumarkt neu eröffnen und orientierte sich in ihrer Organisation an dem „Reglement für die innere Polizei der Börse“ vom 13. Januar 1813. Es regelte neben den Börsenzeiten vor allem die Tätigkeit der Makler und Börsenaufsichtsbehörde. Syndici dienten als innere Polizei gegen sogenannte „Pfuschmakler“. Die „Preußisch-Rheinische Dampfschiffahrtsgesellschaft“ – Vorgängerin der Köln-Düsseldorfer Deutsche Rheinschiffahrt (KD) – soll schon 1832 an der Kölner Börse notiert gewesen sein. Damit wäre die KD die älteste durchgehend börsennotierte Aktiengesellschaft der Welt.
Bedingt durch den beginnenden Aktienhandel stellte sich das bisherige Gebäude bald als zu klein heraus, sodass man am 6. September 1843 in das Overstolzenhaus umzog. Während in den 1820er Jahren als Handelsobjekt das Rüböl im Vordergrund stand, begegnete man 1843 dem Getreidehandel, seit 1847 waren die Kölner Notierungen für die rheinischen Märkte und selbst für das Ausland bestimmend. Ein intensiverer Börsenverkehr setzte ab 1843 ein, im März 1844 berichtete die Kölnische Zeitung über den ersten Aktienkurs von 131 ½ der Köln-Bonner Eisenbahnen. 1849 wurden an der Kölner Börse eine Bankaktie, 2 Industrieaktien sowie 8 Eisenbahn- und Versicherungsaktien gehandelt. Vor 1850 waren im Bankenzentrum Köln 12 Banken einschließlich der Wechselhändler registriert. Die 1856 erlassene Kölner Börsenordnung stellte die Kölner Börse unter die Aufsicht der Handelskammer und war der Vorgänger des 1861 erlassenen „Allgemeine Deutsche Handels-Gesetzbuch“, dem heutigen HGB.
Der Eisenbahnbau führte zu einer Verlagerung der Produktionsschwerpunkte, damit wuchs die Bedeutung der Steinkohle durch einfachere Transportbedingungen. Im Jahre 1862 gab es für die Kölner Börse eine neue Börsenordnung, 1870 kam der erste „Handelsgebrauch der Kölner Produktenbörse“ heraus, 1873 folgte eine Maklerordnung. Die neue Form der Aktiengesellschaft ab 1872 erwies sich als geeignete Basis, das zum Bau der Eisenbahn erforderliche Kapital aufzubringen. Als Folge gewann das Börsenwesen an Bedeutung. 1871 förderten die französischen Reparationen Liquidität und Finanzierungsmöglichkeiten. Die Gelder wurden aber im Gründerboom angelegt und in neue Aktiengesellschaften investiert. 1872 stürzte sich das Publikum mit großer Begier auf alle käuflichen Wertpapiere, wobei Bankwerte, Bergwerks-, Metallhütten-, Eisenwerk- und Maschinenfabrikaktien beliebt waren. Das an Umfang und Mannigfaltigkeit zunehmende Kundengeschäft drängte das Kölner Bankwesen zu gesteigerter Mitbenutzung der Börse, nachdem der Ausgleich von Angebot und Nachfrage bis dahin im Wesentlichen in den Banken ohne Berührung der Börse erfolgte. Die Banken A. Schaaffhausen’scher Bankverein, Sal. Oppenheim, Deichmann & Co., Bankhaus J. H. Stein und J. L. Eitzbacher nutzten die Kölner Börse zur Unterbringung von Aktien und Obligationen ihrer Kunden, doch begann sich die Kölner Börse bald als Markt für Versicherungswerte zu spezialisieren.

## Die moderne Börse

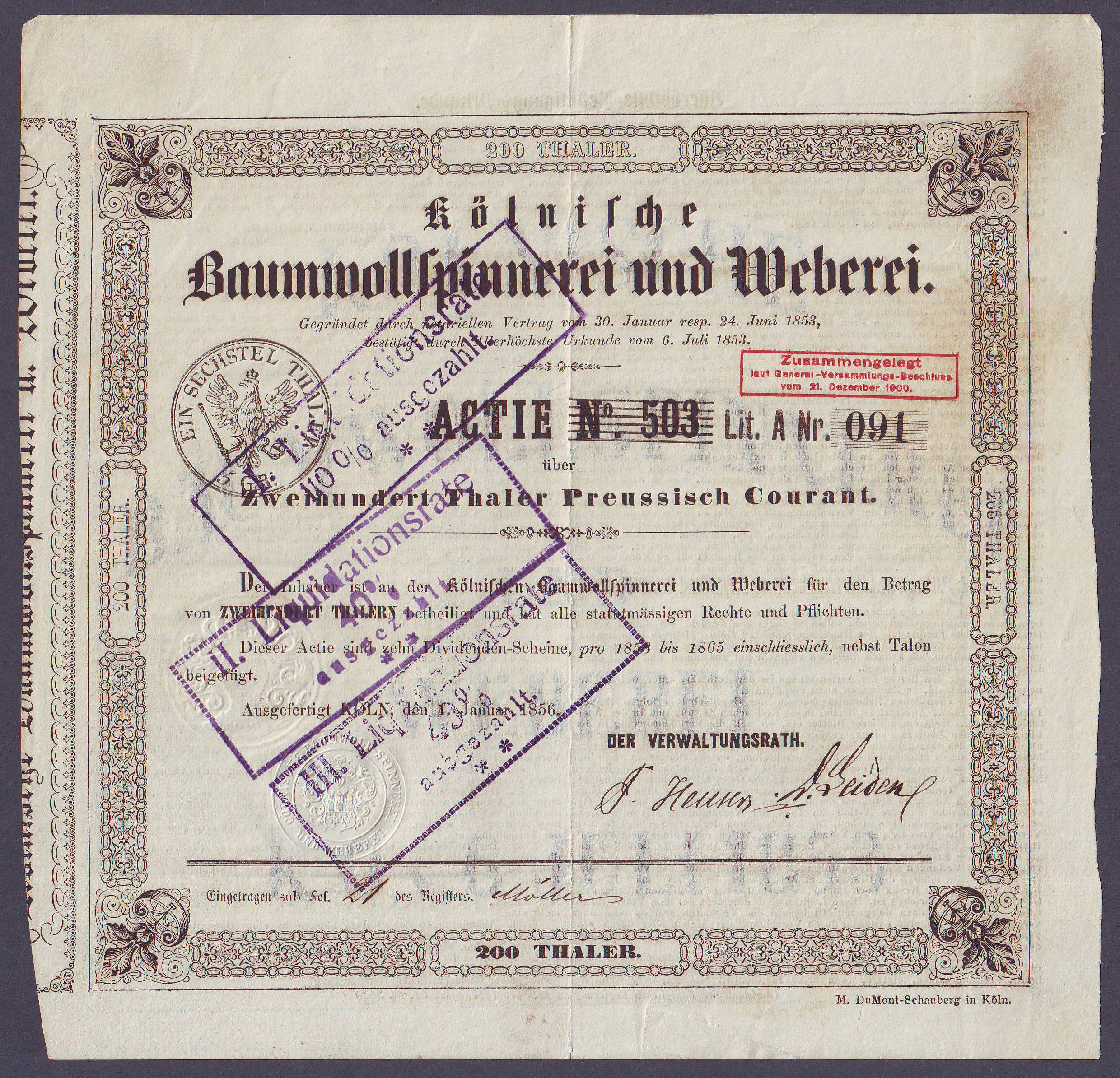
Aktie der Kölnische Baumwollspinnerei und Weberei vom 1. Januar 1856

Zwei bedeutende Kölner Bankiers, Gustav Mevissen vom „Abraham Schaaffhausen’schen Bankverein AG“ und Abraham Oppenheim, waren an der am 12. November 1852 gegründeten Darmstädter Bank beteiligt. Dieses Institut sollte sich verstärkt der Emission und dem Erwerb von Wertpapieren, dem Gründungsgeschäft und der Finanzierung großer Industrieprojekte, vor allem Eisenbahnen, widmen. Daraufhin begann am 1. Januar 1873 bei der Kölner Börse der offizielle Aktienhandel zunächst zögernd und konzentrierte sich auf lokale Börsenwerte: „Kölner Bergwerks-Verein“, „Kölnische Maschinenbau“, „Kölnische Baumwollspinnerei und Weberei“, zwei Kölner Banken, mehrere Kölner Versicherungsgesellschaften, Rheinische Eisenbahn-Gesellschaft und die Köln-Mindener Eisenbahn-Gesellschaft. Ab 1873 wurden Wertpapiere in Köln zum amtlichen Handel zugelassen.
Erneut musste die Börse umziehen, und zwar am 18. Oktober 1875 in das Erdgeschoss des eigens hierfür umgebauten Gürzenich. 1887 gründeten Albert von Oppenheim, Emilie Deslandes und Victor Popp die französische Gesellschaft „Compagnie Parisienne de l'Air Comprimé“ (Pariser Druckluftgesellschaft) mit einem Gründungskapital von 3,2 Millionen Francs, die bereits kurze Zeit danach in eine Unternehmenskrise geriet. Die Situation verschärfte sich, als zwei französische Ingenieure die Gesellschaft im März 1891 durchleuchteten. Ihr Bericht löste eine Kettenreaktion aus. Der „Comptoir National d'Escompte“, auf dessen finanzielle Beteiligung die Gründer gehofft hatten, verzichtete deshalb auf Ausübung seines Optionsrechts von 6,8 Millionen Francs – ein dramatisches Signal für die Börse. Am 21. Mai 1891 kam deshalb das Gerücht auf, ein „erstes Kölner Bankhaus befinde sich in Verlegenheit“. Es handelte sich um die angeblich bevorstehende Zahlungsunfähigkeit von Sal. Oppenheim. Die Kölner Börse erlebte hierdurch einen schwarzen Tag. Auch auf anderen Finanzplätzen, namentlich in Berlin, war vom nahen Unglück der Oppenheim-Bank die Rede. Doch das Bankhaus überstand die unruhige Zeit. Der Börsen-Kurszettel von 1898 verzeichnete 51 in- und ausländische Fonds, 25 Bank-, 28 Versicherungsaktien sowie 50 Bergwerks- und Hüttenaktien.
Oppenheim führte 1913 die Aktien der Basalt AG als erstes Wertpapier der neuen Pflaster- und Hartsteinindustrie an der Berliner und Kölner Börse ein. Der Kölner Börsenvorstand regelte den Geschäftsverkehr aufgrund einer am 24. Juli 1916 erlassenen Börsenordnung neu. Nach dem Ersten Weltkrieg wurden am 1. Januar 1918 die Börsengeschäfte wiederaufgenommen, aber die wachsende Inflation hinterließ auch ihre Spuren im Börsengeschäft. Im Jahre 1921 erweiterte die Kölner Effektenbörse aufgrund des gewachsenen Geschäftsvolumens den Börsenvorstand auf insgesamt 11 Mitglieder. Der Kölner Handelsplatz wurde neben der Frankfurter Börse zu einem Tauschort der Reichswährung in Devisen, weil ausländisches Kapital in das Rheinland strömte. Die Liquidität der Kölner Börse wuchs hierdurch erheblich, so dass die Börse aus dem Gürzenich am 20. Juni 1922 in einen selbst finanzierten Neubau umzog. Im Jahre 1923 erfolgte mit der Zulassung der Stadtsparkasse Köln an der Kölner Börse die erste Börsenzulassung einer deutschen Sparkasse. Während der Inflation 1923 erreichte der Kurs des US-Dollar am 26. November 1923 – trotz der Kursfixierung am 20. November 1923 – an der Kölner Börse den Höchststand von 11 Billionen Mark. Ab 1926 entwickelte sich Köln zum führenden Börsenplatz bei den montanindustriellen Werten in Deutschland. Aber auch die Kölner Devisenbörse erlangte für die Versorgung der westdeutschen Ex- und Importwirtschaft an Bedeutung.

## Letzter Umzug
Nach dem Schaltersturm (ausgelöst durch die „Darmstädter und Nationalbank“) und der folgenden Bankenkrise am 13. Juli 1931 geschlossen, zog die Kölner Börse letztmals am 20. August 1931 in das von der Industrie- und Handelskammer errichtete neue Verwaltungsgebäude auf der Kölner Bankenmeile „Unter Sachsenhausen 4“ um. Die Einweihung fand am 30. September 1932 statt, an der auch der Kölner Bankier Louis Hagen teilnahm. Hagen erlitt am selben Abend einen Schlaganfall und verstarb am 1. Oktober 1932. Der Wertpapierhandel wurde am 1. Januar 1935 zusammen mit der Essener Börse auf die Rheinisch-Westfälische Börse in Düsseldorf übertragen.
Unmittelbar nach dem Zweiten Weltkrieg beschloss der Börsenvorstand die Wiederaufnahme des Börsenhandels für Waren. Dafür wurde das am 4. Februar 1952 übergebene neue Gebäude der Industrie- und Handelskammer U-förmig um den mit einem Glasdach versehenen Börsensaal herumgebaut, damit der Produktenhandel bei Tageslicht stattfinden konnte. Jeden Freitag trafen sich bis zu 700 Börsenbesucher im Saal und telefonierten nach den Preisnotierungen mit ihren Kunden. Die moderne Kommunikationstechnik hat den Parketthandel allerdings immer weiter verdrängt, sodass keine wöchentlichen Treffen mehr stattfinden. Die Kölner Börse konzentriert sich seither auf die Handelsgegenstände, mit denen sie im Mittelalter begonnen hatte: Neben Getreide und Futtermitteln werden die Preise für Eier, Kartoffeln, Heu und Stroh sowie Torf festgestellt.
Seit dem 2. Februar 2007 ist die Kölner Börse nicht mehr Teil der Industrie- und Handelskammer, sondern firmiert unter dem Namen „Rheinische Warenbörse e. V.“ als eingetragener Verein.